# Ремплер
Ремплер (тат. Ремплер, Rempler, тат. Римпелир, Rimpelir) — село в Зеленодольском районе Республики Татарстан России. Входит в состав Осиновского сельского поселения.

## География
Село находится в западной части Татарстана, в зоне хвойно-широколиственных лесов, на расстоянии примерно 22 километров (по прямой) к востоку от города Зеленодольска, административного центра района. Абсолютная высота — 106 метров над уровнем моря.

### Климат
Климат характеризуются как умеренно континентальный, с умеренно холодной продолжительной зимой и тёплым летом. Среднегодовая температура воздуха составляет 4,1 °С. Средняя температура воздуха самого холодного месяца (января) — −10,8 °C (абсолютный минимум — −47 °C); самого тёплого месяца (июля) — 19,6 °C (абсолютный максимум — 38 °C). Безморозный период длится 142 дня. Среднегодовое количество атмосферных осадков составляет 477 мм, из которых около 330 мм выпадает в период с апреля по октябрь. Снежный покров держится в течение 150 дней.

### Часовой пояс
Село Ремплер, как и весь Татарстан, находится в часовой зоне МСК (московское время). Смещение применяемого времени относительно UTC составляет +3:00.

## Население
| 2013 | 2016 | 2024 |
| ---- | ---- | ---- |
| 247  | ↗259 | ↗301 |

Население села Ремплер в 2016 году составляло 259 человек. Было учтено 100 дворов.

### Национальный состав
Согласно результатам переписи 2002 года, в национальной структуре населения чуваши составляли 44 %, татары — 32 %.

## Транспорт
На единственной в посёлке остановке общественного транспорта останавливается автобус № 62.